# Harry Potter: Hogwarts Mystery
Harry Potter: Hogwarts Mystery é um RPG desenvolvido pela Jam City sob licença da Portkey Games. O jogo foi ambientado no Mundo Mágico e baseado nos romances de Harry Potter escritos por JK Rowling. Hogwarts Mystery segue um personagem do jogador entrando na escola fictícia de Hogwarts e é ambientado antes dos acontecimentos dos romances. O jogo foi lançado em 25  de abril de 2018 para dispositivos Android e iOS. Ele apresenta muitos dos dubladores da série de filmes Harry Potter.
O jogo recebeu críticas mistas dos críticos. Ele foi elogiado pelo uso da licença de Harry Potter, mas amplamente criticado por suas microtransações altamente agressivas. O jogo arrecadou $110 milhões em março de 2019.

## Jogabilidade e premissa
Harry Potter: Hogwarts Mystery é um RPG ambientado no universo de Harry Potter, estabelecido pela série de romances de JK Rowling. O jogo se passa entre o nascimento de Harry Potter e sua inscrição em Hogwarts. O jogo gira em torno da jornada do personagem do jogador pela vida na escola. Eles podem assistir a aulas de magia, aprender feitiços, enfrentar rivais e embarcar em missões. Por meio do sistema de encontro do jogo, os jogadores fazem escolhas que afetam a narrativa do jogo, embora às vezes essas escolhas sejam bloqueadas se as estatísticas do jogador não forem altas o suficiente. Os jogadores podem interagir com personagens definidos da série, como Alvo Dumbledore, Rubeus Hagrid e Severus Snape.
"Energia" é usada para realizar tarefas ao longo do jogo, que se regeneram com o tempo. Os jogadores tocam na tela para mover o personagem entre os lugares. O jogador também ganha diferentes níveis de coragem, empatia e conhecimento ao fazer escolhas no jogo, com níveis mais altos de um atributo específico permitindo ao jogador escolher algumas opções de diálogo diferentes no jogo e mudar as interações com outros alunos e funcionários.

## Trama
No Beco Diagonal, o jogador encontra Rowan Khanna, uma jovem bruxa ou mago que ensina o jogador sobre o mundo mágico. Uma conversa com Olivaras revela que o irmão do personagem do jogador, Jacob, foi expulso de Hogwarts por tentar abrir as "Criptas Malditas", criptas ocultas que dizem ter existido na escola.
Ao visitar Hogwarts, Alvo Dumbledore anuncia que Harry Potter está seguro, revelando que os eventos do jogo se passam no ano de sua fuga de Voldemort quando criança. Depois de ser classificado em uma casa,  a vida diária em Hogwarts começa. Durante uma aula de Poções com o Professor Snape, o personagem do jogador é encaixado em pontos de casa depois que uma Sonserina chamada Mérula Snyde sabota o caldeirão do personagem. Uma carta é enviada para a Casa - supostamente por Snape - dizendo que uma corrida iria recuperar os pontos da casa do jogador; no entanto, a carta foi de fato escrita por Mérula e leva o jogador a uma sala com o Visgo do Diabo, forçando o jogador a escapar da armadilha. Em seguida, o jogador tenta aprender a duelar procurando por um livro sobre duelo. O jogador também começa a ouvir vozes e premonições sobre as Criptas Malditas. Mais tarde, o jogador confronta Mérula quando ela começa a assediar Ben Copper, um garoto nascido trouxa da Grifinória, e a desafia para um duelo de mago. O duelo termina quando o Professor Snape e o Professor Flitwick os encontra lutando. Ao completar uma tarefa para seu prefeito, o jogador tem uma visão de gelo em torno de Hogwarts. Em outra ocasião, o jogador ouve uma conversa entre Snape e Filch, o zelador, sobre a localização das Criptas Malditas. O jogador, acompanhado por Rowan, Mérula e o personagem escolhido pelo jogador (Ben Copper ou Penny Haywood) entram no cofre. Rowan, Mérula e quem o jogador escolhe acabam ficando presos no gelo. Depois de salvá-los, o jogador nota entalhes na parede. Rowan os memoriza enquanto o personagem que o jogador escolhe ajuda a tirar todos de lá. Depois de escapar, o jogador e Rowan percebem que o cofre em que estavam não era a Cripta Maldita real. Rowan diz ao jogador que ele começará a tentar decifrar os entalhes. No fim do ano, Dumbledore parabeniza o jogador pela bravura.
Durante o segundo ano, Rowan é atacado pelo gelo, levando-o a parar na ala hospitalar de Hogwarts. O jogador duela com Mérula novamente, derrotando-a desta vez. Depois que Rowan se recupera, ele diz ao jogador para entrar no cofre acompanhado por Bill Weasley, um quarto ano com algumas habilidades polidas, resultando em Bill sendo afetado pelo gelo. O jogador tenta novamente abrir o cofre junto com Bill e o abre com sucesso após um duelo com um cavaleiro de gelo. O jogador então descobre sobre a presença de outros cofres através da voz do irmão do jogador. O jogador também descobre uma varinha quebrada e um livro no cofre, ambos pertencentes a Jacob. Quando a Professora McGonagall descobre sobre a entrada do jogador no cofre, ela manda o jogador para o escritório do Professor Dumbledore, mas o jogador é mais uma vez elogiado por bravura.
Durante o discurso de boas-vindas do terceiro ano, o professor Dumbledore proíbe os alunos de abrirem os Cursed Vaults. Um demônio ataca Penny na aula de Herbologia. Mérula convence dois alunos sonserinos a acompanhá-la em sua busca pelos outros cofres. Para saber mais sobre as penas disfarçadas, o jogador tenta entrar contato com Madame Rosmerta no Três Vassouras e encontra outra pista através da pena. O jogador descobre um corredor no qual Jacob escondia segredos e tenta abri-lo, mas o encontra trancado e o nome "Tulip Karasu" gravado na fechadura. A fechadura possui dois orifícios de fechadura e chaves permanecem com Mérula e Tulip. Depois de fazer amizade com Tulip, o jogador descobre que Mérula também tentou atrair Tulip para o segredo de Cursed Vaults e possui outra chave em um deles. O jogador tenta pegar a chave de Mérula com a ajuda de Tulip. O jogador derrota Mérula em outro duelo, e Mérula dá sua chave para o jogador. O segundo Cofre Amaldiçoado está localizado na Seção Restrita da biblioteca, e com a ajuda do ex-guarda-costas de Mérula, Barnaby Lee, o jogador duela com Vault Boggarts que assumiram a forma de Lord Voldemort, derrotando-os com o feitiço Riddikulus. Usando a varinha quebrada encontrada no primeiro Vault,  o jogador abre o segundo para encontrar uma flecha quebrada e um mapa da Floresta Proibida. Depois disso, o jogador é enviado ao escritório diretor para se encontrar com Dumbledore.
No início do quarto ano, Dumbledore apresenta Patricia Rakepick, uma famosa Curse-Breaker, que ele trouxe para encontrar o próximo Cursed Vault em seu nome. Tulip e outros alunos são descobertos como sonâmbulos caminhando em direção à Floresta Proibida, que parece ser o local do terceiro Cursed Vault. O jogador pede ao professor de Trato das Criaturas Mágicas, Professor Silvanus Kettleburn, acesso à Floresta Proibida, apenas para ser atacado por uma figura encapuzada, que afirma ser um mensageiro. O jogador, após se recuperar, aprende que a melhor forma de entrar na floresta é voando. Para entrar na Floresta, o jogador aceita a ajuda de Charlie Weasley. O jogador novamente entra na Floresta para encontrar pistas sobre o próximo Vault, e o jogador encontra um centauro chamado Torvus, que foi expulso do acampamento centauro por dar a Jacob uma ponta de flecha com joias. O jogador lida com Torvus para localizar o Cofre da ponta de flecha com joias. O jogador conhece Sickleworth, o niffler de Madame Rakepick. O jogador pede emprestado Sickleworth para procurar a ponta de flecha que falta. Sickleworth encontra a flecha em um Red Cap's Lair, e o jogador pede a ajuda de Penny Haywood para fazer uma poção de embelezamento, que ajuda o jogador a obter a ponta da flecha. O jogador o devolve a Torvus, que está pronto para levá-lo ao Cofre Amaldiçoado com a condição de que Hagrid o acompanhe, já que o cofre é guardado por uma acromântula. O jogador aprende Arania Exumai com Madame Rakepick e convence Hagrid. Enquanto o jogador, junto com Chalie e Rowan se encontra para planejar sua entrada no cofre amaldiçoado, a figura encapuzada ataca novamente, mas Madame Rakepick os salva. A figura é Ben, que não se lembra de ter atacado o jogador. O jogador então vai para o Cofre Amaldiçoado, derrota a acromântula e abre o cofre usando a ponta de flecha de joias, quebrando assim a maldição do sonambulismo. Um pequeno suéter e um retrato de um dragão são encontrados dentro do cofre. Enquanto o grupo sai do cofre em direção a Hogwarts, Dumbledore chega junto com Filch, e embora satisfeito com a bravura do jogador em quebrar a maldição do sonambulismo, insiste que o jogador quebrou as regras e pune o jogador com detenção no próximo ano. O ano termina com a notícia de que Madame Rakepick está ensinando Defesa Contra as Artes das Trevas no próximo ano.
O quinto ano começa com a professora McGonagall dando o discurso de boas-vindas em nome de Dumbledore, que está fora de Hogwarts, e apresentando Madame Rakepick como a Professora de Defesa Contra as Artes das Trevas. O jogador conhece Beatrica Haywood, irmã de Penny e visita Ben, que ainda se sente desconfortável após o último incidente em que atacou o jogador. Madame Rakepick então chama Merula, Bill e o jogador, e forma uma equipe que a ajudará a encontrar o cofre amaldiçoado. Enquanto Bill, Merula e o jogador discutem seu encontro com Rakepick no dia seguinte, Penny chega e diz que Beatrica está desaparecida. Após uma buscacompleta na escola, Merula encontra Beatrice presa em um retrato. Rakepick diz que este é o começo da maldição do sonambulismo, e ela será quebrada assim que eles localizarem o cofre amaldiçoado e quebrarem a maldição.

## Desenvolvimento e lançamento
Harry Potter: Hogwarts Mystery foi desenvolvido e publicado pela Jam City, empresa de videogames com sede em Los Angeles. O jogo foi licenciado pela Portkey Games, um selo editorial estabelecido pela Warner Bros. Interactive Entertainment para criar jogos baseados em Harry Potter, com Hogwarts Mystery sendo o jogo de estreia do selo. Atores da série de filmesHarry Potter, como Michael Gambon, Maggie Smith, Gemma Jones, Sally Mortemore, Warwick Davis e Zoë Wanamaker expresse seus respectivos personagens dos filmes.
O jogo foi anuncioado pela primeira vez em 18 de janeiro de 2018 com lançamento agendado para dispositivos móveis Android e iOS em 25 de abril de 2018. O lançamento do jogo apresentava muitos componentes encontrados em jogos freemium, como microtransações. Após a reação dos fãs, muitas dessas microtransações tiveram seu preço reduzido.

## Recepção
De acordo com o site do agregador de resenhas Metacritic, Harry Potter: Hogwarts Mystery recebeu resenhas "geralmente desfavoráveis". Marc Hewitt da Gamezebo elogiou o conceito de um jogo móvel e afirmou que Harry Potter: Hogwarts Mystery "em grande parte faz jus ao hype." Christine Chan do App Advice comentou que Hogwarts Mystery é uma "bela representação" do mundo estabelecido em Herry Potter e elogiou o jogo por deixá-la "viver [seus] sonhos de Hogwarts".
No entanto, o uso de "energia" e incentivos frequentes para pagar dinheiro do mundo real por microtransações no jogo foi amplamente criticado. Um exemplo notável destacado pelos críticos foi uma cena inicial em que o jogador está sujeito a ser estrangulado por um Visgo do Diabo, durante o qual sua energia se esgota imediatamente; o jogador deve então esperar certa de meia hora para que a energia seja reposta ou gastar dinheiro do mundo real para receber energia imediata. Os desenvolvedores mais tarde defenderam a cena em uma entrevista e desconsideraram sugestões de sua natureza controversa. GameZebo comentou que o "[r]estritivo sistema de energia levanta sua cabeça cedo" e chamou o jogo de "lento". Christine Chan, do App Advice, disse que os temporizadores e osistema de energia "deixaram um gosto amargo na boca [dela]". Emily Sowden da Pocket Gamer chamou o uso da mecânica de free-to-play de "enlouquecedor" e descreveu a experiência com "atrás de um paywall".
Kotaku também comentou sobre o uso dessa mecânica do jogo, dizendo, "onde o jogo vacila, é como ele implementa seus elementos free-to-play". Kotaku entrevistou um usuário que começou a escrever Fanfic de Harry Potter porque "me expulsava com muita frequência". David Jagnaeux da IGN Africa chamou isso de "terrível", descrevendo as microtransações como "gratuitas" e afirmando que elas "o impediam ativamente" de desfrutar o jogo. O The Guardian chamou hogwarts Mystery de "um jogo enfadonho com um ótimo conceito, tornado impossível de jogar por sua monetização hiperagressiva".